# Evagri de Constantinoble
|  | Per a altres significats, vegeu «Evagri». |

Evagri de Constantinoble (mort ca. 380) va ser un patriarca de Constantinoble, cap al 370. És venerat com a sant a tota la cristiandat.

## Biografia
Se'n sap poc, de la seva vida. L'any 370, els arrians van escollir Demòfil de Constantinoble com a successor d'Eudoxi d'Antioquia, que havia mort. El bàndol catòlic, però, i el patriarca catòlic deposat d'Antioquia, Eustaci, van escollir Evagri com a patriarca. Pocs mesos després, l'emperador Valent el va desterrar i va viure la resta de la seva vida a l'exili.
Algunes fonts diuen que va ser escollit novament en 379 o 380, quan Demòfil va ser expulsat per l'emperador Teodosi I, però no n'hi ha proves documentals.